# ブレー

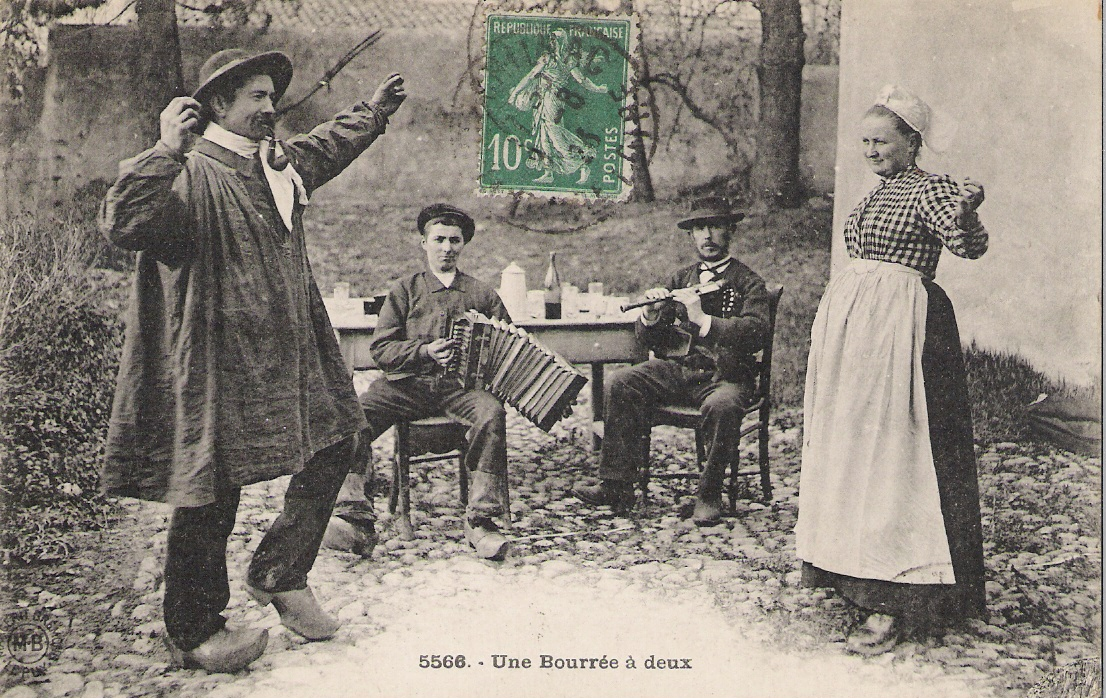
ブレー（20世紀初頭）

ブレーまたはブレ、ブーレ（bourrée）は、オーヴェルニュとビスカヤに共通する17世紀に発祥した舞曲。速いテンポの2拍子の舞曲で、ガヴォットに似ている。組曲の中の舞曲や、独立した小品の形式としても利用されている。
ショパンなどもピアノのためのブレーを作曲しているが、代表的なブレーはバロック音楽の作曲家によって作曲され、ヘンデルの室内楽曲やバッハのチェンバロ曲が有名である。
ブレーのステップは、ポワントもしくはドミポワントとして、バレエの急速な楽章を構成するのにも利用されている。パ＝ド＝ブレー（パソ・ドブレに非ず）は、両脚をたわませ、片脚を伸ばしてから、2度跳び上がって着地し、膝を曲げるステップである。

## 脚註
1. ↑  "FORVO"での発音例